# بدالة ريشية

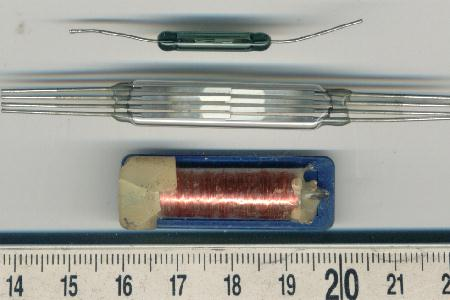
مفتاح القصب أحادي القطب، ومفتاح القصب رباعي الأقطاب والبدالة الريشية أحادية القطب. مقياس بالسنتيمتر. (من الأعلى للأسفل)

البدالة الريشية هي نوعٌ من المرحلات التي تستخدم مغناطيسًا كهربائيًا للتحكم في مفتاح واحد أو أكثر من مفاتيح القصب. تكون نقاط التلامس من مادة مغناطيسية ويعمل المغناطيس الكهربائي عليها مباشرة دون الحاجة إلى محرك لتحريكها. غالبًا ما يكونُ محكم الإغلاق في أنبوب زجاجي طويل وضيق، وتكون الجهات محميّة من التآكل. قد يحتوي الغلاف الزجاجي على عدة مفاتيح من القصب أو يمكن إدخال عدة مفاتيح من القصب في بكرة واحدة وتشغيلها في وقت واحد. تم تصنيع هذه النوعيّة من المفاتيح – التي تُعرف بالاسم العلمي البدالة الريشيّة – منذ الثلاثينيات.
بالمقارنة مع المرحلات القائمة على المحرك، يمكن لمرحلات الريشة التبديل بشكل أسرع، حيث أن الأجزاء المتحركة صغيرة وخفيفة الوزن، على الرغم من أن ارتداد المفتاح لا يزال موجودًا. كما أنها تتطلب طاقة تشغيل أقل وسعة تلامس أقل. قدرتها الحالية على المناولة محدودة ولكن مع مواد التلامس المناسبة، فهي مناسبة لتطبيقات التحويل «الجافة». فهي بسيطة ميكانيكيا، مما يجعلها موثوقية وذات العمر الطويل.

## جهاز الذاكرة
تم استخدام بضعة ملايين من مرحلات القصب من الثلاثينيات إلى الستينيات من القرن الماضي لوظائف الذاكرة في بدالات الهاتف الكهروميكانيكية بنظام بيل. غالبًا ما تم استخدام مرحل متعدد القصب، حيث تقوم إحدى القصبات بإغلاق التتابع، بينما تؤدي الأخرى أو غيرها وظائف المنطق أو الذاكرة. تم تجميع معظم مرحلات القصب في أنظمة التحويل عبر العارضة من الأربعينيات حتى السبعينيات في مجموعات من خمسة. كانت «حزمة القصب» هذه قادرة على تخزين رقم عشري واحد، مشفر في رمز مكون من اثنين من خمسة (متغير رمز 74210) لسهولة التحقق من الصلاحية عن طريق منطق مرحل الزنبرك السلكي. يتطلب مرحل الإغلاق الكهربائي هذا طاقة مستمرة للحفاظ على الحالة، على عكس مرحلات الإغلاق المغناطيسي، مثل إعادة التسوية (مرحل الفريت والقصب) أو إعادة التسوية اللاحقة (البدالة الريشية المتبقيّة).

## التبديل
في أنظمة تبادل التحكم في البرامج المخزنة في نظام بيل في السبعينيات، لم تعد هناك حاجة لمرحلات القصب لتخزين البيانات، ولكن تم تجميع عشرات الملايين منها في صفيفات لتبديل مسار الصوت. في المفتاح 1ESS، كانت النوى مصنوعة من سبيكة مغناطيسية متبقية، لذلك يمكن أن يقفل التتابع مغناطيسيًا بدلاً من الإغلاق كهربائيًا. قللت طريقة فِيريد (بالإنجليزية: Ferreed)‏ هذه من استهلاك الطاقة وسمحت باستخدام كل من جهات الاتصال لمسار الصوت. كانت الملفات موصلة بأسلاك من أجل اختيار تيار متزامن مشابه للذاكرة الأساسية المغناطيسية، لذا فإن تشغيل جهات الاتصال لنقطة تقاطع واحدة سيؤدي إلى إطلاق نقاط التقاطع الأخرى في صفها وعمودها.
كان لكل مدخل من المصفوفة، إلى جانب سلكي التحدث، سلك P للتحكم في نقاط التقاطع على هذا المستوى. تم توصيل ملفين على كل نقطة عرضية في سلسلة مع كل الملفات الأخرى الموجودة على هذا المستوى، إلى الطرف P. كان لكل مخرج من المصفوفة أيضًا تقدم P مع ملفين على كل نقطة تقاطع لمستوى الإخراج هذا. الملفان اللذان يتحكم فيهما نفس المستوى كانا غير متكافئين، وكانا ملفوفين حول طرفي نقيض للقصبة، في قطبية متعارضة. عندما تمر نبضة عبر نقاط التقاطع لمستوى ما، كان طرفا كل قصبة ممغنطتين من الشمال إلى الشمال أو من الجنوب إلى الجنوب، وبالتالي يتنافر كل منهما ويفتح نقطة التقاطع في الكل باستثناء نقطة التقاطع المحددة.
يمر التيار المتقاطع المحدد عبر كل من المدخلات P الرصاص والمخرج P، وبالتالي من خلال جميع اللفات الأربعة. في كل طرف من طرفي الرافعة، كانت اللفات المقدمة من طرفين مختلفين P متعارضة مع بعضها البعض، وكان الطرف الأكبر هو السائد عند تنشيط كلاهما. هذا هو المدخل P في أحد طرفي العجلة، والمخرج P في الطرف الآخر، تم مغناطيس طرفي هذا المصراع المعين من الشمال إلى الجنوب، وبالتالي جذب كل منهما الآخر وأغلق الاتصال. تم تطبيق التيار بواسطة النابض فقط لإعداد الاتصال. ظلت الخيوط P جافة وظلت نقطة التقاطع مغلقة حتى يتم إجراء اتصال آخر يتضمن أحد المستويات.
نظرًا لأن نقاط التقاطع الفردية كانت أكثر تكلفة من تلك الخاصة بالمفاتيح العرضية، في حين أن دوائر التحكم كانت أرخص، فإن مصفوفات القصب عادةً ما تحتوي على عدد أقل من النقاط المتقاطعة وتكون أكثر عددًا. هذا يتطلب منهم أن يتم ترتيبهم على مراحل أكثر. وهكذا، في حين أن مكالمة هاتفية في تبادل نموذجي للقضبان العرضية مثل 5XB تمر من خلال أربعة مفاتيح، عادة ما تمر مكالمة في نظام ريد مثل 1ESS من خلال ثمانية.
في 1AESS اللاحق، كانت القصب من مادة مغناطيسية متبقية. سمح تصميم «إعادة التسوية» هذا بمزيد من التخفيض في الحجم واستهلاك الطاقة. تم تغليف «شبكة» من 1024 نقطة عرضية بسلكين، مرتبة على مرحلتين من ثمانية مفاتيح 8 × 8، بشكل دائم في صندوق. على الرغم من الملامسات المختومة، أدى الطلاء بالفضة بدلاً من المعادن الثمينة إلى أن تكون مصفوفات القصب أقل موثوقية من مفاتيح العارضة. عندما فشلت نقطة عرضية واحدة، تم استبدال صندوق الشبكة بسرعة كوحدة، وإما تم إصلاحه في منضدة عمل محلية أو شحنه إلى ورشة إصلاح. صنع سترومبيرج كارلسون نظام آي سي إس (بالإنجليزية: ESC)‏ مشابهًا، وسميَّ قصبته بالتهجين. تم استخدام مرحلات ريد على نطاق واسع في مقاسم الهاتف من عائلة تي إكس آي (بالإنجليزية: TXE)‏ البريطانية.

## استخدامات أخرى
تم إيقاف استخدام مصفوفات ريد في منتصف التسعينيات، حيث لم تكن ضرورية في أنظمة الهاتف الرقمية مثل دي إم سي-100 ومحول فايف آي سي سي. استمرت مرحلات ريد في استخدامها خارج صناعة الهاتف، مثل معدات الاختبار الأوتوماتيكية والأجهزة الإلكترونية بسبب ختمها المحكم، ووقت التشغيل السريع، والعمر الطويل إلى 10 9 عمليات وأداء اتصال متسق للغاية. لقد وجدت مرحلات ريد أيضًا العديد من التطبيقات في تطبيقات تبديل الترددات اللاسلكية والميكروويف. كما أنها تُستخدم في التطبيقات التي تستفيد من تيار التسرب المنخفض للغاية (بترتيب الفيمتوأمبيرات) مثل أجهزة الكشف عن المضاعفات الضوئية وغيرها من دوائر معالجة التيار المنخفض للغاية. يمكن أيضًا تصنيع مفاتيح تبديل ريد لتحمل عدة كيلوفولت ولا تزال تستخدم كمرحلات عالية الجهد بدلاً من سداسي فلوريد الكبريت الأكثر تكلفة أو مرحلات التفريغ.

## روابط خارجية
- "Glossary of Reed Switch, Magnet and Related Terms". مؤرشف من الأصل في 2021-11-23.
- "Advanced information about Reed Switches". مؤرشف من الأصل في 2014-01-01.
- "What is a reed relay - the basics, with further pages on specifications and circuits". مؤرشف من الأصل في 2023-01-27.